# Powiat strzelecko-drezdenecki
Powiat strzelecko-drezdenecki – powiat w Polsce (województwo lubuskie), utworzony w 1999 roku w ramach reformy administracyjnej. Jego siedzibą jest miasto Strzelce Krajeńskie. Powiat położony jest w następujących regionach fizycznogeograficznych: Kotlina Gorzowska z Puszczą Notecką, Równina Gorzowska, Równina Drawska oraz Pojezierze Dobiegniewskie. Północno-zachodni skraj powiatu zajmuje południowa część Drawieńskiego Parku Narodowego, a w okolicach Strzelec Krajeńskich mały fragment Barlinecko-Gorzowskiego Parku Krajobrazowego.
W skład powiatu wchodzą:
- gminy miejsko-wiejskie: Dobiegniew, Drezdenko, Strzelce Krajeńskie
- gminy wiejskie: Stare Kurowo, Zwierzyn
- miasta: Dobiegniew, Drezdenko, Strzelce Krajeńskie

| Herb | Miasto              | Powierzchnia (km2) | Populacja (w tysiącach) |
| ---- | ------------------- | ------------------ | ----------------------- |
|      | Strzelce Krajeńskie | 5,54               | 9,683                   |
|      | Drezdenko           | 10,72              | 9,400                   |
|      | Dobiegniew          | 5,69               | 2,970                   |

## Demografia
Liczba ludności (dane z 30 czerwca 2024):
|        | Ogółem | Ogółem | Kobiety | Kobiety | Mężczyźni | Mężczyźni |
| osób   | %      | osób   | %       | osób    | %         |           |
| ------ | ------ | ------ | ------- | ------- | --------- | --------- |
| Ogółem | 46 446 | 100    | 23 589  | 50,79   | 22 857    | 49,21     |
| Miasto | 22 053 | 47,48  | 11 503  | 24,77   | 10 550    | 22,71     |
| Wieś   | 24 393 | 52,52  | 12 086  | 26,02   | 12 307    | 26,50     |

▶Wieś vs ▶miasto
Ogółem (▶k, ▶m)
Miasto (▶k, ▶m)
Wieś (▶k, ▶m)

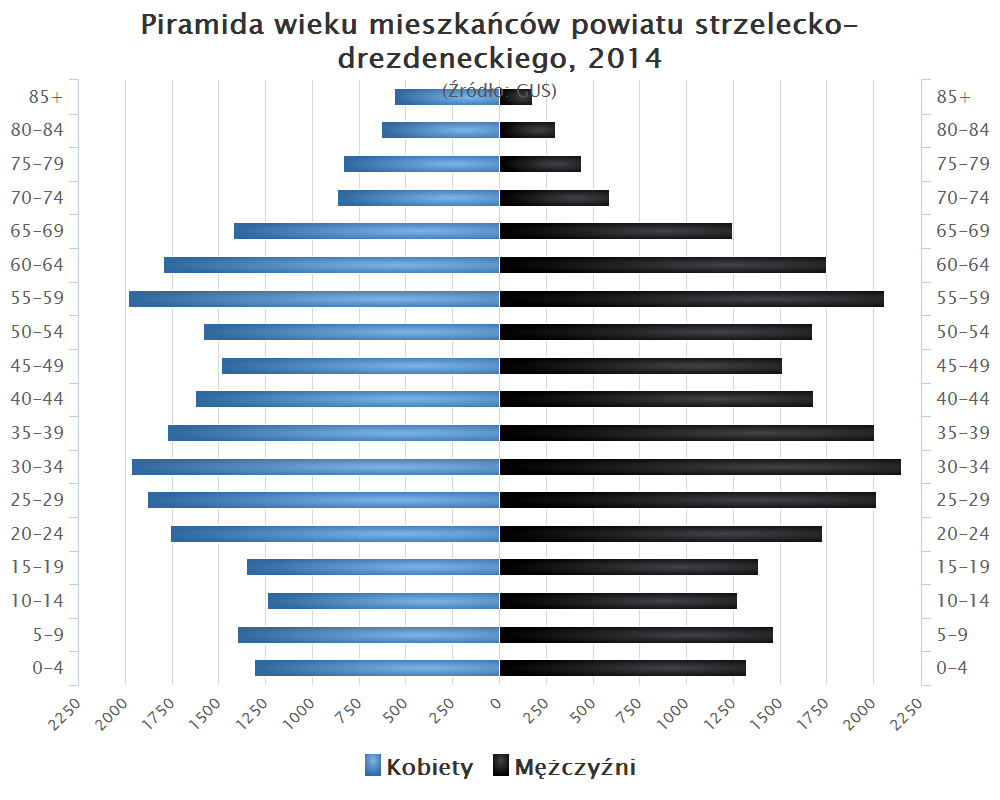
Piramida wieku mieszkańców powiatu strzelecko-drezdeneckiego w 2014 roku

Według danych z 31 grudnia 2019 roku powiat zamieszkiwało 49 009 osób. Natomiast według danych z 30 czerwca 2020 roku powiat zamieszkiwało 48 855 osób.

## Starostowie strzelecko-drezdeneccy
Na podstawie źródła:
- Czesław Jankowski (1 grudnia 1998 – 21 grudnia 1998)
- Lech Jerzy Cabel (21 grudnia 1998 – 13 listopada 2002)
- Wiesław Makowski (13 listopada 2002 – 9 listopada 2005)
- Tadeusz Feder (2 grudnia 2005 – 27 listopada 2006)
- Edward Kazimierz Tyranowicz (27 listopada 2006 – 2 grudnia 2010)
- Andrzej Bajko (2 grudnia 2010 – 1 grudnia 2014)
- Edward Kazimierz Tyranowicz (1 grudnia 2014 – 19 listopada 2018)
- Bogusław Kierus (19 listopada 2018 – 7 maja 2024)
- Radosław Świekatowski (7 maja 2024 – nadal)

## Sąsiednie powiaty
- powiat międzyrzecki
- powiat gorzowski
- powiat myśliborski (zachodniopomorskie)
- powiat choszczeński (zachodniopomorskie)
- powiat wałecki (zachodniopomorskie)
- powiat czarnkowsko-trzcianecki (wielkopolskie)
- powiat międzychodzki (wielkopolskie)